# Ascender Corporation
Ascender Corporation és una empresa fundada el 2004 especialitzada en la creació, difusió i venda de subministraments, i el desenvolupament de programari, amb seu a Elk Grove Village, Illinois, Estats Units.
Els contractes signats amb Microsoft en la dècada de 2000 per explorar les fonts utilitzades en els seus sistemes com MS Sans Serif, Verdana i Geòrgia. Al novembre de 2007 va anunciar que es va unir el projecte de l'Open Handset Alliance Android, per construir la font Droid.